# Sohrevardi
Shahāb ad-Dīn Yahya ibn Habash Suhrawardī (‎perzijsko شهاب‌الدین سهروردی, znan tudi kot Sohrevardi), perzijski filozof in ustanovitelj iraške šole o iluminacijah, se je rodil okoli leta 1154, v vasici Sohrevard, v Iranu, umrl je med letoma 1191 in 1208, v Alepu, v Siriji.
Njegova filozofija se je zgledovala po Platonovih in Zaratustrovih idejah in govori o duhovnem in razumskem razodetju, ki pa človeški vrsti na splošno ni dostopno.

## Življenjepis
Okoli leta 1154 je bil rojen v vasici Sohrevard, ki leži na severozahodu Irana, učil pa se je v bližnjem mestu Marageh, kjer je bil njegov prvi učitelj Majd al-Din al-Jili. Kasneje je Sohrevardi potoval v Isfahan, kjer je študiral z logikom Zahirjem al-Farisijem. Zatem se je podal na potovanje, posvečeno iskanju znanja. Prepotoval je celotno Anatolijo (polotok v jugozahodni Aziji, ki danes predstavlja azijski del Turčije) in se spoprijateljil s sufisti. Sufisti so bili ena izmed asketskih skupnosti v islamu, ki so od 8. stoletja dalje skušale preprečiti propadanje verskih vrednost. Pridigali so o pravem pomenu verzov iz Korana. Sohrevardi je, podobno kot ostali učenjaki tistega časa, iskal pokrovitelja. Leta 1183, ko je ajubidski vladar Saladin zavzel mesto Alep (v današnji Siriji) in ga predal svojemu sinu Al-Zahirju, je tja prispel tudi Sohrevardi. Spoprijateljil se je z Al-Zahirjem in leta 1186 dokončal svoje najpomembnejše delo, Filozofijo iluminacionizma. Kombinacija verskih in političnih dejavnikov je vodila v Sohrevardijev potop. Izpodrival je vplivno versko elito Alepa, obtožen pa je bil tudi krivoverstva. Zgodovinarji pa vseeno niso enotni o ostalih dogodkih in obtožbah, ki naj bi vodile do usmrtitve med letoma 1191 in 1192. Obstajajo tudi teorije, da Sohrevardi ni bil usmrčen, temveč da se je stradal do smrti, celo da je bil zadušen ali vržen s stene trdnjave in nato sežgan.

## Delovanje
Napisal je več kot petdeset del v perzijščini in arabščini, uveljavil pa se je kot začetnik nove filozofije, imenovane Iluminacionizem. Svoje najpomembnejše delo, Filozofija Iiuminacionizma, je napisal leta 1186. Nobenega izmed njegovih del pa v 12. stoletju niso prevedli v latinščino, zato ga na Zahodu sploh niso poznali. Zanimanje za njegova dela se pojavi šele v 13. stoletju. Sredi 20. stoletja se je v njegova dela poglobil Henry Corbin (1903-1978), filozof, teolog, iranologist in profesor islamskih ved na École pratique des hautes études v Parizu, Francija. Sohrevardijeva dela je uredil in izdal.

## Iluminacionizem
Iluminacionizem, poznan tudi kot Išrākijun ali Išrāki, je filozofska in mistična šola. Sohrevardi ga je utemeljil v knjigi Kitab Hikmat al-Išrak (Filozofija Iluminacionizma), ki je bila dokončana leta 1186. Eden izmed pomembnejših mojstrov iluminacionizma je bil Mula Sadra, ki je napisal knjigo z naslovom Al-Asfar (kar pomeni rumeno oz. svetloba). Beseda Asfar sicer pomeni tudi potovanje duše nazaj k Alahu. Svojo knjigo je Mula Sadra razvil v nov način razmišljanja, Al-Asfar pa zanj ni bila filozofija temveč modrost. Al-Asfar je delček iluminacionizma, ki je še danes del islamske filozofije. Iluminacionizem je bil dolgo časa poznan le v mnogih filozofskih krogih na Vzhodu.

## Dela

### Filozofija Iluminacionizma
Filozofija Iluminacionizma (perzijsko Kitab Hikmat al-Išrak je Sohrevardijevo najpomembnejše delo, v katerem je postavil in opisal glavna pravila, načela in argumente svoje filozofije. V delu opredeli simbol luči, ki je glavni razloga za preoblikovanje številnih kozmoloških in ontoloških peripatetičnih tez, ki so bile postavljene za čas njegovega delovanja. Bistvo njegove teorije, ki so jo mnogi opredelili kot platonski obrat, je, da se poznavanje resničnosti stvari zgodi z neposrednim dojemanjem notranje svetlobne narave vseh entitet. Tako samo neposredne izkušnje zagotavljajo pridobitev resničnega znanja.
V svojih kasnejših delih je ponovno obravnava vprašanja, opisana v Filozofiji Iluminacionizma. Nekatera dela so napisana kot arabske molitve, prošnje in intimni pobožn okultni priklici (molitve nebesnim telesom) ali poezija. 

### Perzijska dela
- Partaw Nama (Razprava o Iluminacionizmu)
- Hayakal al-Nur al-Suhrawardi (Svetišča svetlobe)
- Alwah-i Imadi (Plošče posvečene Imad al-Din)
- Lughat-i Muran (Jezik termitov)
- Risalat al-Tayr (Razprava ptice)
- Safir-i Simurgh (Klic simurgha)
- Ruzi ba Jama'at Sufiyaan (Dan v skupnosti sufistov)
- Fi Halat al-Tufulliyah (Stanje otroštva)
- Awaz-i Par-i Jebrail (Zvok Gabrijelovih kril)
- Aql-i Surkh (Rdeči intelekt)
- Fi Haqiqat al-'Ishaq (O resničnosti ljubezni)
- Bustan al-Qolub (Vrt src)

### Arabska dela
- Kitab al-talwihat
- Kitab al-moqawamat
- Kitab al-mashari' wa'l-motarahat (1. Le Livre de la Théosophie oriental (Knjiga o orientalski teozofiji))
- Kitab Hikmat al-ishraq (2. Le Symbole de foi des philosophes (Simbol filozofove vere), 3. Le Récit de l'Exil occidental (Zgodba o Zahodnem izgnanstvu))
- L'Archange empourpré: quinze traités et récits mystiques (Mavrični nadangel: 15 razprav in mističnih pravljic)
- Mantiq al-talwihat, The logic of the Kitab al-talwihat (Namigi)
- Kitab hikmat al-ishraq (Filozofija Iluminacionizma)

### Dela prevedena v angleščino
- The Philosophy of Illumination: A New Critical Edition of the Text of Hikmat Al-Ishraq
- The Shape of Light: Hayakal al-Nur